# هایمن (ایزد)

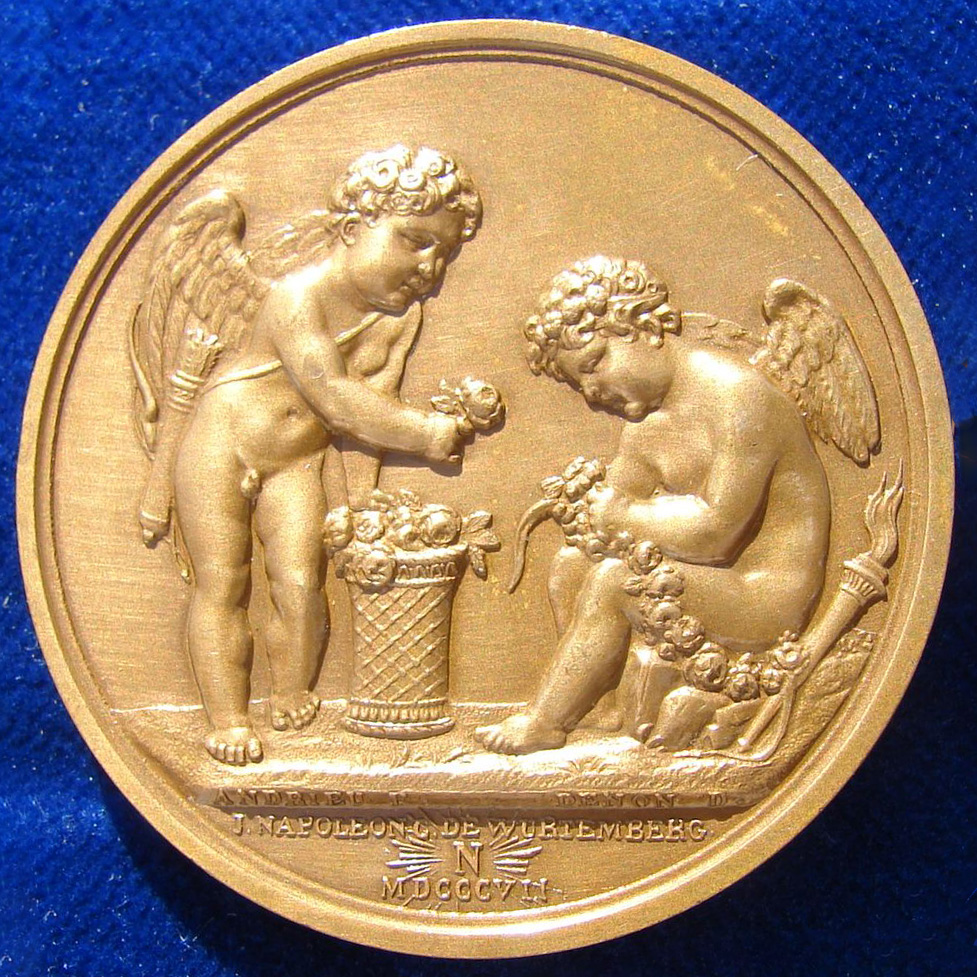
کوپیدو ایستاده و هایمن نشسته. هایمن در حال روشن کردن مشعل در مراسم مدال ناپلئون بناپارت در ۱۸۰۷.

هایمن یا هایمنائوس (به یونانی: Ὑμεναιος, Ὑμην) در اساطیر یونانی ایزد ازدواج، جشن عروسی و موسیقی بود. او پسر آفرودیته و  دیونیسوس بود و بدین سبب برادر واقعی پریاپوس به شمار می‌رفت. اما در برخی روایات دیگر او را به عنوان یکی از ایزدان موسیقی، فرزند آپولون و یکی از موزها می‌پنداشتند. این ایزد در آثار هنری یونانی اغلب به شکل یک کودک بالدار (یا جوانی خوش‌سیما) با مشعل جشن ازدواج در دست  به تصویر کشیده می‌شود. به برخی از صفات او در بخش‌های اولیه ایلیاد اثر شاعر نابینای یونانی هومر اشاره شده است، و همچنین نقشی در منظومهٔ انه‌اید ویرژیل و هفت نقش در آثار ویلیام شکسپیر همانند هملت، طوفان و هر طور شما دوست دارید دارد.
در اساطیر یونان او نقش مهمی به عنوان یک شخصیت جانبی در برخی از داستان‌ها ایفا کرده است، برای مثال هایمن برای دعا و برکت در مراسم ازدواج اورفئوس با ائورودیکه فراخوانده شد; اما حتی با حضورش در این مراسم، به هیچ وجه آینده خوب و شادی با خود به ارمغان نیاورد. ائورودیکه مدت کوتاهی پس از ازدواج، در حالی که با حوری‌ها سرگردان بودند، توسط چوپانی به نام آریستائوس که مجذوب زیبایی ائورودیکه شده بود تحت تعقیب قرار گرفت و پای او توسط افعی گزیده شد و بلافاصله جان سپرد.